# Případ Mercy Brownové

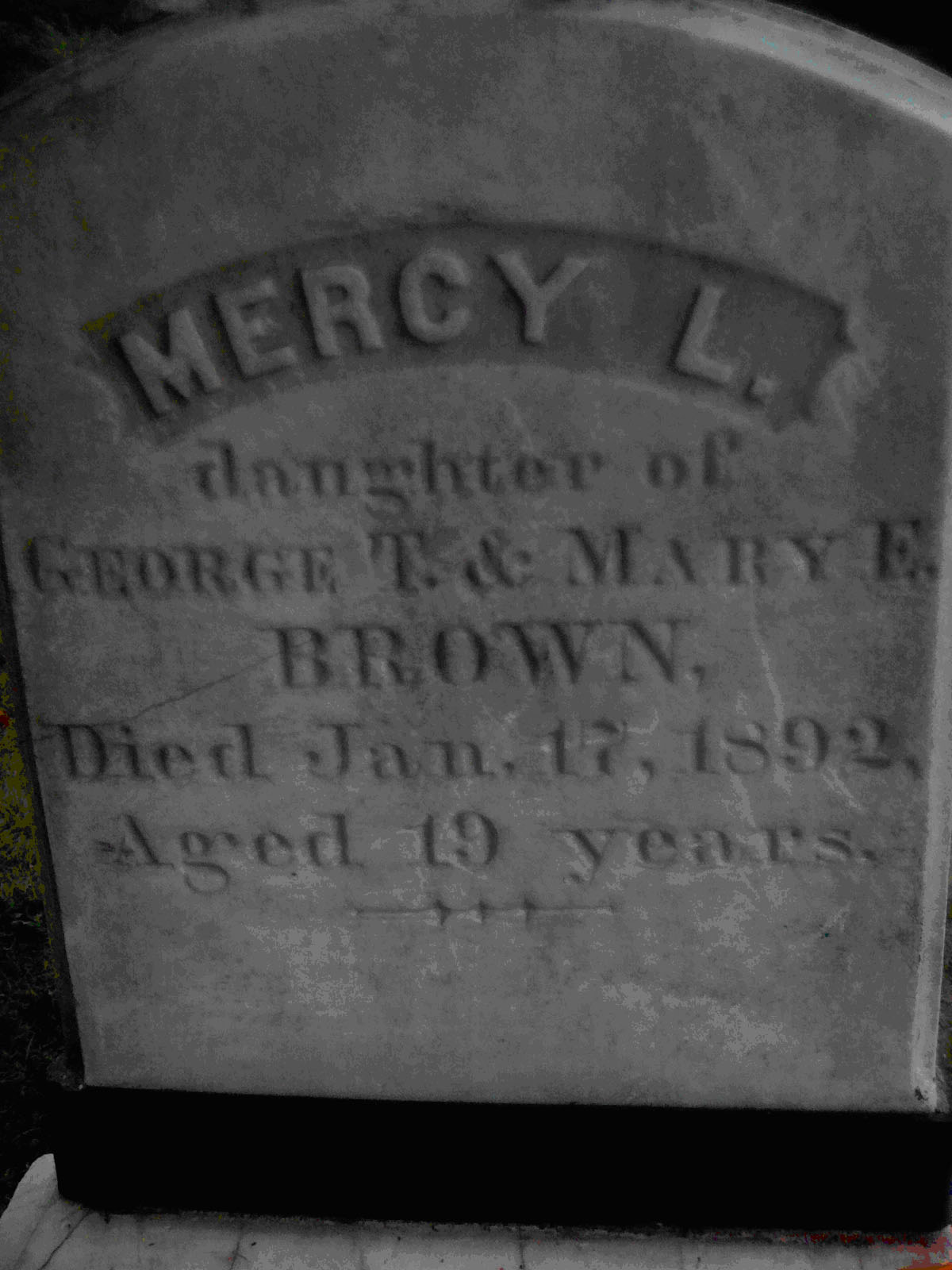
hrob Mercy Brownové

Případ Mercy Brownové (nebo také Vampýrský incident Mercy Brownové) z roku 1892 je jedním z nejlépe zdokumentovaných případů exhumace lidského těla včetně provedení protivampyrických rituálů, za účelem vymýtit z něj posedlost nemrtvým. Odehrál se údajně v Exeteru, městě v okrese Washington County ve státě Rhode Island v USA.

## Příběh
Rodinu George a Mary Brownové z Exeteru na Rhode Islandu sužovala v posledních dvou desetiletích 19. století infekce tuberkulózou, jež tehdy byla devastující a velmi obávanou nemocí.
Matka Mary byla první, kdo zemřel na tuto chorobu, následována jejich nejstarší dcerou, Mary Olive, v r. 1888. O dva roky později, v r. 1890, onemocněl i jejich syn Edwin. Za další rok podlehla nemoci druhá dcera, Mercy, a 17. ledna 1892 byla pochována na hřbitově baptistické kaple v Exeteru.
Přátelé a sousedé však věřili, že jeden ze zemřelých členů rodiny byl vampýr (ačkoli přímo toto slovo nepoužili) a způsoboval Edwinovu nemoc, což bylo v souladu s tehdejšími pověrami o nemrtvých silách v rodině s několika úmrtími. Navíc tuberkulóza byla v té době velmi chabé a „nemoderní“ vysvětlení a byla součástí jakýchsi městských legend.
George Brown byl přesvědčen několika vesničany, aby těla exhumoval, což za jejich pomoci 17. března 1892 také provedl. Zatímco těla několik let pohřbených Mary a Mary Olive vykazovaly známky pokročilého stupně hniloby, nedávno pohřbené tělo Mercy bylo stále relativně netknuté a nepoškozené s krví v jejím srdci. Tento fakt byl známkou toho, že Mercy je nemrtvá a může za Edwinův zdravotní stav. Chladné počasí Nové Anglie způsobilo, že Mercyino tělo bylo udržováno ve velmi chladném, až zmrzlém stavu v nadzemní kryptě během dvou měsíců od její smrti. Z tohoto pohledu nebyl tento stav těla až tak překvapující.
Mercyino srdce bylo vyjmuto z jejího těla, spáleno na blízkém kameni  a popel smíchaný s vodou byl podán nemocnému Edwinovi, aby směs vypil. Přes všechny snahy George ochránit svého syna, Edwin zemřel o dva měsíce později, 2. května 1892.

### Informační nepřesnosti
Verze, které jsou k dispozici na několika anglických stránkách, obsahují mnohem více informací (jako např. růst nehtů během pohřbení či tekutou krev v Mercyně srdci, ačkoli její tělo bylo zmrzlé), ovšem některé po prvním přečtení působí dojmem, že kvantita uvedených informací je zde na úkor reálnosti popisu tehdejší situace. Vzhledem k nedávnosti celé události (ve své podstatě je jedna z časově nejbližších) je spíše zarážející, že nelze vyhledat dostatek informací, které by nebyly protichůdné či přikrášlené.[zdroj?]